# Sportverein Waldhof Mannheim 07 1986-1987
Questa voce raccoglie le informazioni riguardanti lo Sportverein Waldhof Mannheim 07 nelle competizioni ufficiali della stagione 1986-1987.

## Stagione
Nella stagione 1986-1987 il Mannheim, allenato da Klaus Schlappner, concluse il campionato di Bundesliga al 14º posto. In Coppa di Germania il Mannheim fu eliminato al secondo turno dal Colonia.

## Rosa
| N. |                     | Ruolo | Calciatore          |
| -- | ------------------- | ----- | ------------------- |
|    | Germania (bandiera) | P     | Gregor Quasten      |
|    | Germania (bandiera) | P     | Uwe Zimmermann      |
|    | Germania (bandiera) | D     | Roland Dickgießer   |
|    | Germania (bandiera) | D     | Jürgen Kohler       |
|    | Germania (bandiera) | D     | Ulf Quaisser        |
|    | Germania (bandiera) | D     | Rainer Scholz       |
|    | Germania (bandiera) | D     | Günter Sebert       |
|    | Grecia (bandiera)   | D     | Dīmītrios Tsionanīs |
|    | Germania (bandiera) | C     | Ronny Borchers      |
|    | Germania (bandiera) | C     | Maurizio Gaudino    |

| N. |                      | Ruolo | Calciatore         |
| -- | -------------------- | ----- | ------------------ |
|    | Germania (bandiera)  | C     | Werner Heck        |
|    | Germania (bandiera)  | C     | Jochen Müller      |
|    | Germania (bandiera)  | C     | Jörg Neun          |
|    | Germania (bandiera)  | C     | Alfred Schön       |
|    | Germania (bandiera)  | C     | Martin Trieb       |
|    | Germania (bandiera)  | A     | Karl-Heinz Bührer  |
|    | Germania (bandiera)  | A     | Henrik Eichenauer  |
|    | Danimarca (bandiera) | A     | Bo Elvar Jørgensen |
|    | Germania (bandiera)  | A     | Bernd Klotz        |
|    | Germania (bandiera)  | A     | Fritz Walter       |

## Organigramma societario
Area tecnica
- Allenatore: Klaus Schlappner
- Allenatore in seconda: Günter Sebert, Klaus Sinn
- Preparatore dei portieri:
- Preparatori atletici:

## Calciomercato

### Sessione estiva
| Acquisti | Acquisti       | Acquisti              | Acquisti |
| R.       | Nome           | da                    | Modalità |
| -------- | -------------- | --------------------- | -------- |
| C        | Ronny Borchers | Grasshoppers          |          |
| C        | Jochen Müller  | FC Erbach             |          |
| C        | Jörg Neun      | Fortuna Colonia       |          |
| C        | Martin Trieb   | Eintracht Francoforte |          |

| Cessioni | Cessioni           | Cessioni          | Cessioni |
| R.       | Nome               | a                 | Modalità |
| -------- | ------------------ | ----------------- | -------- |
| A        | József Török       | Hessen Kassel     |          |
| C        | Hans Hein          | Kickers Stoccarda |          |
| D        | Stefan Knapp       | Sandhausen        |          |
| A        | Thomas Remark      | Olympique Lione   |          |
| A        | Helmut Rombach     | Hessen Kassel     |          |
| C        | Dieter Schlindwein | Werder Brema      |          |
| D        | Uwe Wolf           | Edenkoben         |          |

### Sessione invernale
| Acquisti | Acquisti | Acquisti | Acquisti |
| R.       | Nome     | da       | Modalità |
| -------- | -------- | -------- | -------- |

| Cessioni | Cessioni | Cessioni | Cessioni |
| R.       | Nome     | a        | Modalità |
| -------- | -------- | -------- | -------- |

## Risultati

### Bundesliga

#### Girone di andata
| Arbitro: | Assenmacher |

|                           |           |                       |
| Walter 15’, 34’ Trieb 76’ | Marcatori | 11’ Buchwald 68’ Bunk |

| Arbitro: | Osmers |

|                            |           |            |
| Bistram 7’ Jakobs 17’, 87’ | Marcatori | 60’ Kohler |

| Arbitro: | Bruch |

|                        |           |                |
| Gaudino 52’ Bührer 62’ | Marcatori | 61’ Pagelsdorf |

| Arbitro: | Mierswa |

|                        |           |  |
| Preetz 34’ Demandt 42’ | Marcatori |  |

| Arbitro: | Osmers |

|                 |           |  |
| Bührer 33’, 45’ | Marcatori |  |

| Arbitro: | Ahlenfelder |

|                     |           |            |
| Eckstein 29’ (rig.) | Marcatori | 87’ Bührer |

| Arbitro: | Weber |

|                      |           |                     |
| Klotz 34’ Bührer 58’ | Marcatori | 46’, 70’ von Heesen |

| Arbitro: | Zimmermann |

|                               |           |                       |
| Kohr 7’ Trunk 56’ Allievi 89’ | Marcatori | 47’ Walter 51’ Kohler |

| Arbitro: | Barnick |

|            |           |            |
| Bührer 22’ | Marcatori | 51’ Lienen |

| Arbitro: | Puchalski |

|                                                        |           |                     |
| Burgsmüller 2’ Schaaf 43’ Votava 74’ Kutzop 86’ (rig.) | Marcatori | 14’ Bührer 40’ Neun |

| Ludwigshafen am Rhein 18 ottobre 1986, ore 15:30 CET 11ª giornata | Waldhof Mannheim | 0 – 0 referto | Bochum | Südweststadion (8 000 spett.)\| Arbitro: \| Dellwing \| |
| Arbitro:                                                          | Dellwing         |               |        |                                                         |

| Arbitro: | Pauly |

|                      |           |                |
| Binz 9’ Berthold 13’ | Marcatori | 72’ Dickgießer |

| Arbitro: | Werner |

|                                   |           |                            |
| Gaudino 19’ Walter 44’ Scholz 70’ | Marcatori | 69’, 73’ Hoeneß 90’ Brehme |

| Leverkusen 14 novembre 1986, ore 19:30 CET 14ª giornata | Bayer Leverkusen | 0 – 0 referto | Waldhof Mannheim | Ulrich-Haberland-Stadion (11 000 spett.)\| Arbitro: \| Umbach \| |
| Arbitro:                                                | Umbach           |               |                  |                                                                  |

| Arbitro: | Krug |

|             |           |             |
| Gaudino 70’ | Marcatori | 36’ Schüler |

| Arbitro: | Kruse |

|                                               |           |             |
| Walter 7’, 31’, 85’ Sebert 15’ Eichenauer 82’ | Marcatori | 47’ Freiler |

| Arbitro: | Theobald |

|                                             |           |                       |
| Borchers 17’ (aut.) Funkel 37’ Witeczek 62’ | Marcatori | 86’ Bührer 88’ Walter |

#### Girone di ritorno
| Arbitro: | Tritschler |

|                            |           |             |
| Allgöwer 50’ Klinsmann 60’ | Marcatori | 44’ Gaudino |

| Arbitro: | Mierswa |

|                        |           |  |
| Gaudino 19’ Walter 89’ | Marcatori |  |

| Arbitro: | Kriegelstein |

|                                                        |           |  |
| Dickel 40’, 66’, 85’ Hupe 49’ Zorc 70’ (rig.) Mill 90’ | Marcatori |  |

| Arbitro: | Scheuerer |

|                   |           |            |
| Walter 14’ (rig.) | Marcatori | 27’ Jensen |

| Arbitro: | Bruch |

|                      |           |            |
| Steiner 26’ Bein 47’ | Marcatori | 76’ Walter |

| Arbitro: | Broska |

|                     |           |  |
| Walter 2’, 41’, 43’ | Marcatori |  |

| Arbitro: | Ahlenfelder |

|             |           |  |
| Dittmer 38’ | Marcatori |  |

| Arbitro: | Kautschor |

|                                        |           |                            |
| Walter 3’, 31’ (rig.), 83’, 89’ (rig.) | Marcatori | 29’, 61’ Hartmann 39’ Kohr |

| Arbitro: | Matheis |

|                                                           |           |                     |
| Rahn 3’, 14’, 43’ (rig.), 83’ Criens 51’, 87’ Borowka 86’ | Marcatori | 4’ Walter 64’ Trieb |

| Arbitro: | Kruse |

|            |           |  |
| Walter 12’ | Marcatori |  |

| Arbitro: | Reinstädtler |

|                                                  |           |          |
| Wegmann 9’, 66’ Schulz 46’, 61’, 64’ Leifeld 84’ | Marcatori | 5’ Klotz |

| Arbitro: | Gabor |

|                        |           |            |
| Gaudino 30’ Bührer 75’ | Marcatori | 60’ Müller |

| Arbitro: | Puchalski |

|                                                |           |  |
| Wohlfarth 35’ Pflügler 58’ Matthäus 70’ (rig.) | Marcatori |  |

| Arbitro: | Werner |

|                       |           |               |
| Sebert 26’ Kohler 83’ | Marcatori | 90’ Chatzidīs |

| Arbitro: | Kautschor |

|                                      |           |            |
| Flad 9’, 34’ Schüler 71’ Mattern 90’ | Marcatori | 49’ Walter |

| Arbitro: | Heitmann |

|                            |           |            |
| Wójcicki 77’ Stickroth 90’ | Marcatori | 41’ Bührer |

| Arbitro: | Scheuerer |

|                 |           |                                          |
| Walter 17’, 35’ | Marcatori | 67’ Bommer 71’ Thommessen 74’ Buttgereit |

### Coppa di Germania
| Arbitro: | Kruse |

|          |           |                       |
| Baier 7’ | Marcatori | 2’ Gaudino 74’ Walter |

| Arbitro: | Gabor |

|                     |           |            |
| Allofs 9’, 18’, 73’ | Marcatori | 65’ Sebert |

## Statistiche

### Statistiche di squadra
| Competizione      | Punti | In casa | In casa | In casa | In casa | In casa | In casa | In trasferta | In trasferta | In trasferta | In trasferta | In trasferta | In trasferta | Totale | Totale | Totale | Totale | Totale | Totale | DR  |
| Competizione      | Punti | G       | V       | N       | P       | Gf      | Gs      | G            | V            | N            | P            | Gf           | Gs           | G      | V      | N      | P      | Gf     | Gs     | DR  |
| ----------------- | ----- | ------- | ------- | ------- | ------- | ------- | ------- | ------------ | ------------ | ------------ | ------------ | ------------ | ------------ | ------ | ------ | ------ | ------ | ------ | ------ | --- |
| Bundesliga        | 28    | 17      | 10      | 6       | 1       | 36      | 20      | 17           | 0            | 2            | 15           | 16           | 51           | 34     | 10     | 8      | 16     | 52     | 71     | -19 |
| Coppa di Germania | -     | 0       | 0       | 0       | 0       | 0       | 0       | 2            | 1            | 0            | 1            | 3            | 4            | 2      | 1      | 0      | 1      | 3      | 4      | -1  |
| Totale            | 28    | 17      | 10      | 6       | 1       | 36      | 20      | 19           | 1            | 2            | 16           | 19           | 55           | 36     | 11     | 8      | 17     | 55     | 75     | -20 |

### Andamento in campionato
| Giornata  | 1 | 2  | 3 | 4  | 5 | 6 | 7 | 8  | 9  | 10 | 11 | 12 | 13 | 14 | 15 | 16 | 17 | 18 | 19 | 20 | 21 | 22 | 23 | 24 | 25 | 26 | 27 | 28 | 29 | 30 | 31 | 32 | 33 | 34 |
| --------- | - | -- | - | -- | - | - | - | -- | -- | -- | -- | -- | -- | -- | -- | -- | -- | -- | -- | -- | -- | -- | -- | -- | -- | -- | -- | -- | -- | -- | -- | -- | -- | -- |
| Luogo     | C | T  | C | T  | C | T | C | T  | C  | T  | C  | T  | C  | T  | C  | C  | T  | T  | C  | T  | C  | T  | C  | T  | C  | T  | C  | T  | C  | T  | C  | T  | T  | C  |
| Risultato | V | P  | V | P  | V | N | N | P  | N  | P  | N  | P  | N  | N  | N  | V  | P  | P  | V  | P  | N  | P  | V  | P  | V  | P  | V  | P  | V  | P  | V  | P  | P  | P  |
| Posizione | 8 | 12 | 7 | 12 | 9 | 9 | 9 | 12 | 12 | 12 | 13 | 14 | 14 | 14 | 14 | 11 | 13 | 15 | 12 | 14 | 14 | 14 | 14 | 14 | 14 | 14 | 14 | 14 | 14 | 14 | 14 | 14 | 14 | 14 |

Legenda:

Luogo: C = Casa; T = Trasferta. Risultato: V = Vittoria; N = Pareggio; P = Sconfitta.

### Statistiche dei giocatori
| Giocatore     | Bundesliga | Bundesliga | Bundesliga  | Bundesliga | Coppa di Germania | Coppa di Germania | Coppa di Germania | Coppa di Germania | Totale   | Totale | Totale      | Totale     |
| Giocatore     | Presenze   | Reti       | Ammonizioni | Espulsioni | Presenze          | Reti              | Ammonizioni       | Espulsioni        | Presenze | Reti   | Ammonizioni | Espulsioni |
| ------------- | ---------- | ---------- | ----------- | ---------- | ----------------- | ----------------- | ----------------- | ----------------- | -------- | ------ | ----------- | ---------- |
| R. Borchers   | 18         | 0          | 0           | 0          | 0                 | 0                 | 0                 | 0                 | 18       | 0      | 0           | 0          |
| K. Bührer     | 32         | 10         | 7           | 0          | 2                 | 0                 | 1                 | 0                 | 34       | 10     | 8           | 0          |
| R. Dickgießer | 33         | 1          | 4           | 0          | 2                 | 0                 | 1                 | 0                 | 35       | 1      | 5           | 0          |
| H. Eichenauer | 9          | 1          | 0           | 0          | 0                 | 0                 | 0                 | 0                 | 9        | 1      | 0           | 0          |
| M. Gaudino    | 22         | 6          | 1           | 0          | 1                 | 1                 | 0                 | 0                 | 23       | 7      | 1           | 0          |
| W. Heck       | 4          | 0          | 0           | 0          | 1                 | 0                 | 0                 | 0                 | 5        | 0      | 0           | 0          |
| B. Jørgensen  | 7          | 0          | 0           | 0          | 0                 | 0                 | 0                 | 0                 | 7        | 0      | 0           | 0          |
| B. Klotz      | 17         | 2          | 1           | 0          | 2                 | 0                 | 0                 | 0                 | 19       | 2      | 1           | 0          |
| J. Kohler     | 32         | 3          | 6           | 0          | 2                 | 0                 | 0                 | 0                 | 34       | 3      | 6           | 0          |
| J. Müller     | 14         | 0          | 1           | 0          | 0                 | 0                 | 0                 | 0                 | 14       | 0      | 1           | 0          |
| J. Neun       | 32         | 1          | 7           | 0          | 2                 | 0                 | 0                 | 0                 | 34       | 1      | 7           | 0          |
| U. Quaisser   | 23         | 0          | 1           | 0          | 1                 | 0                 | 0                 | 0                 | 24       | 0      | 1           | 0          |
| G. Quasten    | 10         | 0          | 1           | 0          | 0                 | 0                 | 0                 | 0                 | 10       | 0      | 1           | 0          |
| R. Scholz     | 14         | 1          | 0           | 0          | 1                 | 0                 | 0                 | 0                 | 15       | 1      | 0           | 0          |
| A. Schön      | 29         | 0          | 3           | 0          | 2                 | 0                 | 0                 | 0                 | 31       | 0      | 3           | 0          |
| G. Sebert     | 32         | 2          | 6           | 0          | 2                 | 1                 | 0                 | 0                 | 34       | 3      | 6           | 0          |
| M. Trieb      | 28         | 2          | 1           | 0          | 2                 | 0                 | 1                 | 0                 | 30       | 2      | 2           | 0          |
| D. Tsionanīs  | 23         | 0          | 3           | 0          | 2                 | 0                 | 1                 | 0                 | 25       | 0      | 4           | 0          |
| J. Török      | 3          | 0          | 0           | 0          | 0                 | 0                 | 0                 | 0                 | 3        | 0      | 0           | 0          |
| F. Walter     | 33         | 23         | 2           | 0          | 2                 | 1                 | 1                 | 0                 | 35       | 24     | 3           | 0          |
| U. Zimmermann | 25         | 0          | 1           | 0          | 2                 | 0                 | 0                 | 0                 | 27       | 0      | 1           | 0          |